# Santos Porto Velho Futebol Clube
O Santos Porto Velho Futebol Clube é um clube de futebol da cidade de Porto Velho, no estado de Rondônia.

## História
Foi fundado em 2011, como uma extensão da franquia da escola de futebol do Santos "Meninos da Vila". Inicialmente disputava apenas categorias de base.
Se profissionalizou no ano seguinte para a disputa do Campeonato Rondoniense de 2012 da Segunda Divisão, onde disputou apenas duas partidas (ida e volta) contra o Pimentense. A equipe empatou na ida em 2x2 e perdeu na volta por 3x0, ficando com o vice-campeonato.